# Linus Sandgren
Nils Theo Linus Sandgren (* 5. prosince 1972 Stockholm) je švédský kameraman působící v Hollywoodu, člen American Society of Cinematographers.
Je synem producenta Bertila Sandgrena. Vystudoval stockholmskou Berghs School of Communication, natáčel reklamy a videoklipy, byl asistentem kamery u řady švédských filmů. Podílel se také na historickém televizním seriálu Rebelové a hrdinové. Prvním celovečerním filmem, na němž byl hlavním kameramanem, byla v roce 2005 Bouře režiséra Månse Mårlinda, která získala cenu Zlatohlávek za nejlepší kameru. Gus Van Sant ho v roce 2012 angažoval pro film Země naděje, kde Sandgren použil neobvyklý formát Super 35mm 1,3x s anamorfní optikou.
Spolupracoval s Lassem Hallströmem na filmu Láska na kari. Za kameru k filmu Damiena Chazella La La Land byl oceněn Oscarem, Cenou BAFTA a Critics' Choice Movie Awards. S Chazellem natočil také film První člověk, za který získal Dublin Film Critics' Circle a byl nominován na cenu BAFTA. Za svoji práci v reklamě byl oceněn na Mezinárodním festivalu kreativity v Cannes a Královská fotografická společnost mu udělila Lumièrovu cenu. V roce 2021 byl kameramanem bondovky Není čas zemřít a politické satiry K zemi hleď!